# Поперечная (приток Бровки)
Поперечная — река в Кривошеинском районе Томской области России. Устье реки находится в 10 км по левому берегу реки Бровка. Длина реки составляет 12 км. Приток — Горевка.

## Данные водного реестра
По данным государственного водного реестра России относится к Верхнеобскому бассейновому округу, водохозяйственный участок реки — Обь от Новосибирского гидроузла до впадения реки Чулым, без рек Иня и Томь, речной подбассейн реки — бассейны притоков (Верхней) Оби до впадения Томи. Речной бассейн реки — (Верхняя) Обь до впадения Иртыша<.